# Endometrioză
Endometrioza este o afecțiune în care țesutul care crește în mod normal în interiorul uterului crește în afara acestuia.

## Simptome
Principalele simptome ale endometriozei sunt durerea pelviană și infertilitatea. Aproape jumătate dintre paciente prezintă dureri pelviene cronice, în timp ce la 70% durerea apare în timpul menstruației. De asemenea, durerea în timpul actului sexual este comună. Infertilitatea apare la aproximativ jumătate dintre persoanele care suferă de endometrioză. Endometrioza poate avea atât efecte sociale cât și psihologice. Simptome mai puțin comune sunt cele care includ simptome urinare sau intestinale. Aproximativ 25% dintre femei nu prezintă simptome.

## Cauze și diagnostic
Cauza nu este pe deplin clară. Factorii de risc apar la persoanele care au un istoric al bolii în familie. Cel mai frecvent sunt afectate ovarele, trompele uterine  și țesuturile din jurul uterului; însă, în cazuri rare ar putea, de asemenea, apărea în alte părți ale corpului. Zonele cu endometrioză sângerează în fiecare lună, ceea ce duce la inflamare și cicatrici. Excrescențele cauzate de endometrioză nu reprezintă cancer. Diagnosticarea se face, de obicei, pe baza simptomelor combinate cu imagistica medicală. Biopsia este cea mai sigură metodă de diagnosticare. Alte cauze ale simptomelor similare includ: sindromul colonului iritabil, cistita interstițială și fibromialgia.

## Prevenire și tratament
Dovezile preliminare sugerează că utilizarea contraceptivelor orale combinate reduc riscul endometriozei. Exercițiile și evitarea cantităților mari de alcool ar putea fi preventive. Nu există remediu pentru endometrioză, dar un număr de tratamente ar putea îmbunătăți simptomele. Acestea pot include analgezicele, tratamentele hormonale sau chirurgia. Analgezicele recomandate sunt de obicei de tipul AINS precum naproxenul. Administrarea componentei active a pastilei contraceptive în mod continuu sau un dispozitiv intrauterin cu progestogen ar putea, de asemenea, fi utile. Un agonist al hormonului eliberator de gonadotropine ar putea îmbunătăți probabilitatea ca persoanele infertile să rămână însărcinate.  Înlăturarea chirurgicală a endometriozei ar putea fi realizată la persoanele ale căror simptome nu se pot ameliora prin administrarea unui tratament medicamentos.

## Epidemiologie
Se estimează că endometrioza apare la aproximativ 6–10% dintre femei. Apare mai des la persoanele între treizeci și patruzeci de ani. A dus la câteva decese, fiind estimate la 200 la nivel mondial în anul 2013. Endometrioza a fost stabilită ca fiind o afecțiune distinctă în anii 1920. Înainte de acea vreme, endometrioza și adenomioza erau considerate ca fiind unul și același lucru. Nu este clar cine a descris prima dată afecțiunea.